# Groupe Mutuel

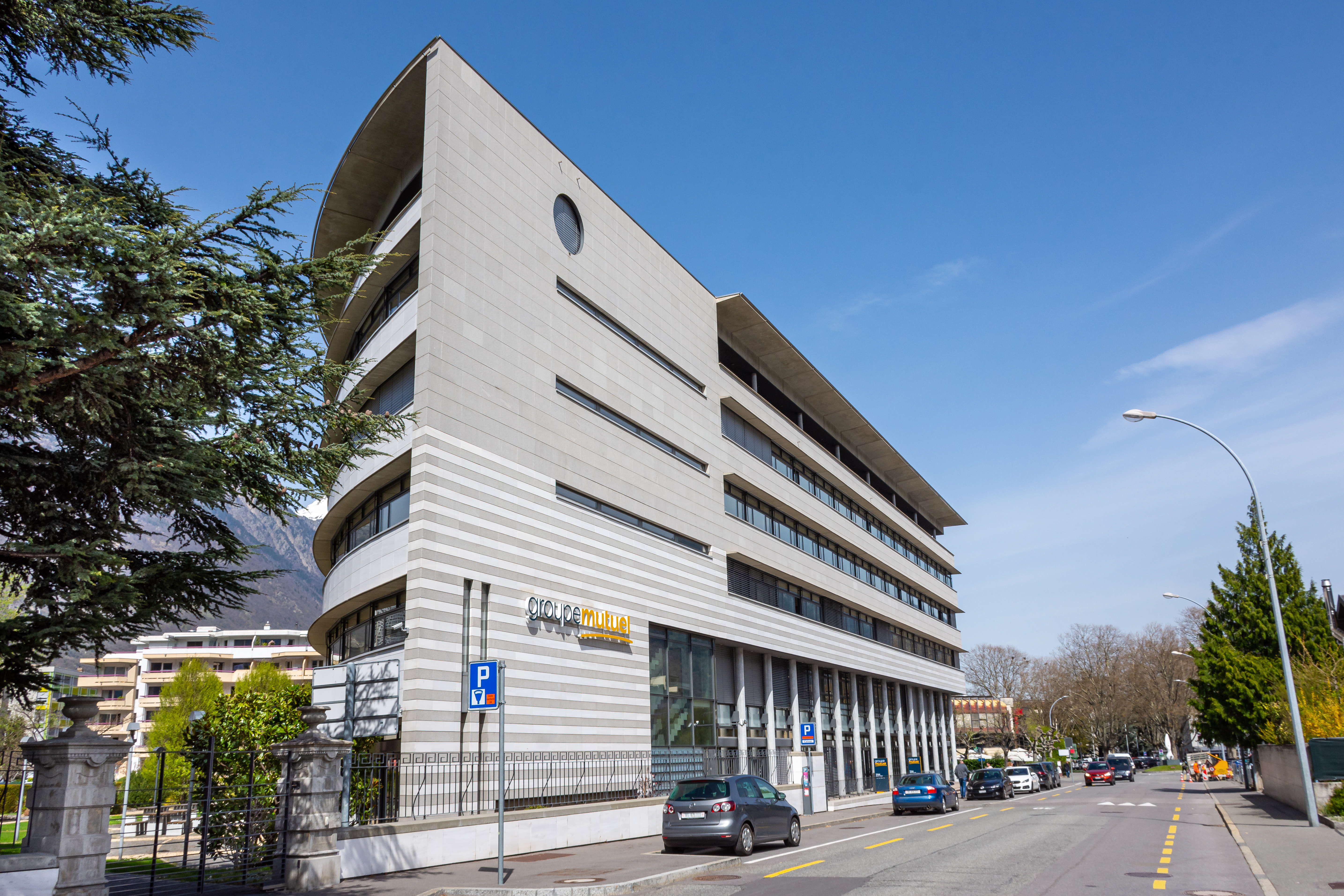
Unternehmenssitz in Martigny

Die Groupe Mutuel ist eine Schweizer Versicherungsgesellschaft mit Hauptsitz in Martigny. Sie bietet als einziger umfassender Versicherer in der Schweiz Deckungen in den Bereichen Gesundheit, Leben, Vermögen und Unternehmen an. Mit mehr als 1,3 Millionen Versicherten ist die Groupe Mutuel eine der grössten Krankenversicherungen in der Schweiz. Ausserdem ist die Groupe Mutuel im Bereich der beruflichen Vorsorge und der Lebensversicherung aktiv.

## Daten
Rund 1'190'000 Einzelversicherte sind den Mitgliedskrankenversicherern der Groupe Mutuel für die Krankenpflegeversicherung (OKP) angeschlossen. Zählt man die Versicherten mit nur einer privaten Zusatzversicherung dazu, beträgt die Versichertenzahl 1,4 Millionen. Rund 25'500 Unternehmen aus allen Tätigkeitsbereichen vertrauen bei ihren Taggeldversicherungen, Unfallversicherungen und der beruflichen Vorsorge den Versicherern der Groupe Mutuel. Der Umsatz aller Mitgliedsgesellschaften übersteigt 4,6 Milliarden Franken, rund 3,7 Milliarden stammen aus dem Bereich Krankenversicherung. Die Krankenversicherer der Groupe Mutuel bieten umfassende Lösungspakete in der obligatorischen Krankenpflegeversicherung und den Zusatzversicherungen an.
Die Groupe Mutuel verwaltet ausserdem zwei Vorsorgestiftungen: die schweizweit tätige Groupe Mutuel Vorsorge und die Walliser Vorsorge, die auf die Unternehmen im Kanton Wallis ausgerichtet ist. Die Groupe Mutuel Leben GMV AG deckt den Bereich Lebensversicherungen ab.
Mit ihren verschiedenen Versicherungsgesellschaften ist die Groupe Mutuel, Association d’assureurs, ein umfassendes Unternehmen, das Einzelpersonen sowie Unternehmen mit bedarfsgerechten Versicherungslösungen unterstützt.

## Schweizweite Präsenz
Die Groupe Mutuel übt ihre Tätigkeit in sechs ServiceCentern aus: Martigny (VS), Unternehmenssitz der Groupe Mutuel, Sitten (VS), Lausanne (VD), Villars-sur-Glâne (FR) Zürich-Oerlikon (ZH) und Basel (BS). Mit 39 Agenturen ist die Groupe Mutuel in fast allen Schweizer Kantonen vertreten.
Das Unternehmen beschäftigt über 2'700 Mitarbeitende und Lernende.

## Groupe Mutuel
Die Groupe Mutuel, Association d’assureurs, vereint mehrere selbstständige Gesellschaften, die in den Bereichen Kranken- und Unfallversicherung, berufliche Vorsorge und Lebensversicherung tätig sind.
Die Wurzeln der Groupe Mutuel reichen weit zurück: Die Groupe Mutuel wurde 1993 gegründet und ist Erbin des ersten gemeinnützigen Hilfsvereins des Kantons Wallis, der 1852 in St-Maurice (VS) gegründet wurde.
Die Mitgliedsgesellschaften sind rechtlich selbstständig und haben ihre eigenen Rechtsorgane; die Groupe Mutuel stellt ihnen ihre Personalressourcen und Infrastruktur zur Verfügung. Diese Zusammenlegung von Ressourcen schafft nützliche und fruchtbare Synergien, die allen Partnergesellschaften zugutekommen. Die Groupe Mutuel hat zur Aufgabe, die Interessen folgender in der obligatorischen Krankenpflegeversicherung tätigen Krankenversicherer zu vertreten: Mutuel Krankenversicherung AG, Philos Krankenversicherung AG, Avenir Krankenversicherung AG und EasySana Krankenversicherung AG. Sie hat auch zwei Privatversicherer für die Zusatzversicherungen unter sich: Groupe Mutuel Versicherungen GMA AG und Mutuel Versicherungen AG sowie die Groupe Mutuel Leben GMV AG.
2018 hat die Groupe Mutuel eine Holding-Struktur angenommen, die von ihrer Stiftung kontrolliert wird. Diese vereint unter sich Krankenversicherer, Krankenzusatzversicherer, eine Lebensversicherungsgesellschaft und eine Dienstleistungsgesellschaft, die Groupe Mutuel Services AG.
Die Groupe Mutuel verwaltet ausserdem zwei Stiftungen der beruflichen Vorsorge, die Groupe Mutuel Vorsorge und die Walliser Vorsorge. Im Jahr 2019 fusionieren diese beiden Vorsorgestiftungen.
Die Groupe Mutuel Holding AG besteht aus:  
- Obligatorische Krankenpflegeversicherung[6]
  - Mutuel Krankenversicherung AG
  - Philos Krankenversicherung AG
  - Avenir Krankenversicherung AG
  - Easy Sana Krankenversicherung AG
  - SUPRA-1846 SA
  - AMB Assurances SA

- Zusatzversicherung
  - Groupe Mutuel Versicherungen GMA AG[7]

- Lebensversicherung / Berufliche Vorsorge
  - Groupe Mutuel Leben GMV AG[8]

- Vorsorgestiftung
  - Stiftung Groupe Mutuel[9]

## Geschichte
- 1852: Gründung des Hilfsvereins St-Maurice (Société de Secours Mutuels St-Maurice) mit 25 Mitgliedern[10]
- 1890: Gründung des Verbands der gemeinnützigen Hilfsvereine des Kantons Wallis
- 1951: Gründung der «Mutuelle Valaisanne» mit 154 Versicherten
- 1966: «Hilfsverein Siders» schliesst sich an[10]
- 1985: Zwei neue Tätigkeitsfelder
- 1988: Über die Kantonsgrenzen hinaus; 33 000 Versicherte
- 1993: acht Krankenkassen mit 172'000 Versicherten; vom Dienstleistungsunternehmen zur «Groupe Mutuel»; Anschluss der Schweizerischen Krankenkasse für das Bau- und Holzgewerbe (SKBH) in Zürich
- 1994: Gründung der «Groupe Mutuel Leben GMV AG»
- 1997: Schulterschluss mit den drei Freiburger Krankenversicherern Avenir, Mutual und Mutualité; 340 000 Versicherte
- 1998: Einweihung der neuen Gebäude in Martigny
- 2001: «La Caisse Vaudoise»: Wachstum im Waadtland; 550 000 Versicherte
- 2003: Übernahme zweier weitere Zürcher Krankenversicherer: Betriebskrankenkasse Lindt & Sprüngli (neu: EasySana)[11] und Panorama
- 2004: 27. Mai – Eröffnung des neuen ServiceCenters in Zürich-Oerlikon
- 2006: Beitritt von Philos und 130'000 Versicherten stärkt Stellung in der Waadt
- 2007: fünfzehn Krankenkassen mit 875'000 Versicherten; grösste Kasse der Westschweiz und drittgrösste des Landes[12]
- 2010: 900'000 Versicherte in der Grundversicherung und Eröffnung des neuen ServiceCenters in Lausanne
- 2011: Zusammenschluss: aus 15 werden 4 Gesellschaften; fusioniert werden unter anderem: Easysana, Caisse Vaudoise, Hermes[11]; 1,3 Mio. Versicherte (Grund- und Zusatzversicherung)
- 2011: Versichertenbestand überschreitet erstmals die Millionengrenze
- 2012: 1'172'000 Versicherte in der Grundversicherung
- 2014: Versichertenbestand: 1'190'000 Grundversicherte
- 2015: Supra (Lausanne) schliesst sich dem Groupe Mutuel an[10]
- 2015: Lancierung der neuen Produkte Vermögen, HomeProtect und SelfProtect
- 2018: Die Groupe Mutuel wird zu einer Holdinggesellschaft[13]
- 2019: Fusion der beiden Vorsorgestiftungen Groupe Mutuel Vorsorge und Walliser Vorsorge[14]
- 2021: Übernahme der Gesellschaft Opsion Sàrl mit Sitz in Vevey[15]
- 2022: Neue Markenidentität der Groupe Mutuel[16]